# Bing (voornaam)
Bing is een mannelijke voornaam die veel voorkomt in het Verre Oosten. Oorspronkelijk is het een Indonesische naam waar het geschenk, of cadeautje betekent.
In de Verenigde Staten komt de naam Bing ook geregeld voor, maar hier zal het vermoedelijk een vernoeming zijn naar de zanger en acteur Bing Crosby. Deze zanger, die eigenlijk Harry Lillis Crosby heette, kreeg de voornaam van een wat oudere buurjongen, die hem "Bingo van Bingville" noemde. Dit werd al snel afgekort tot "Bing".